# Hafling

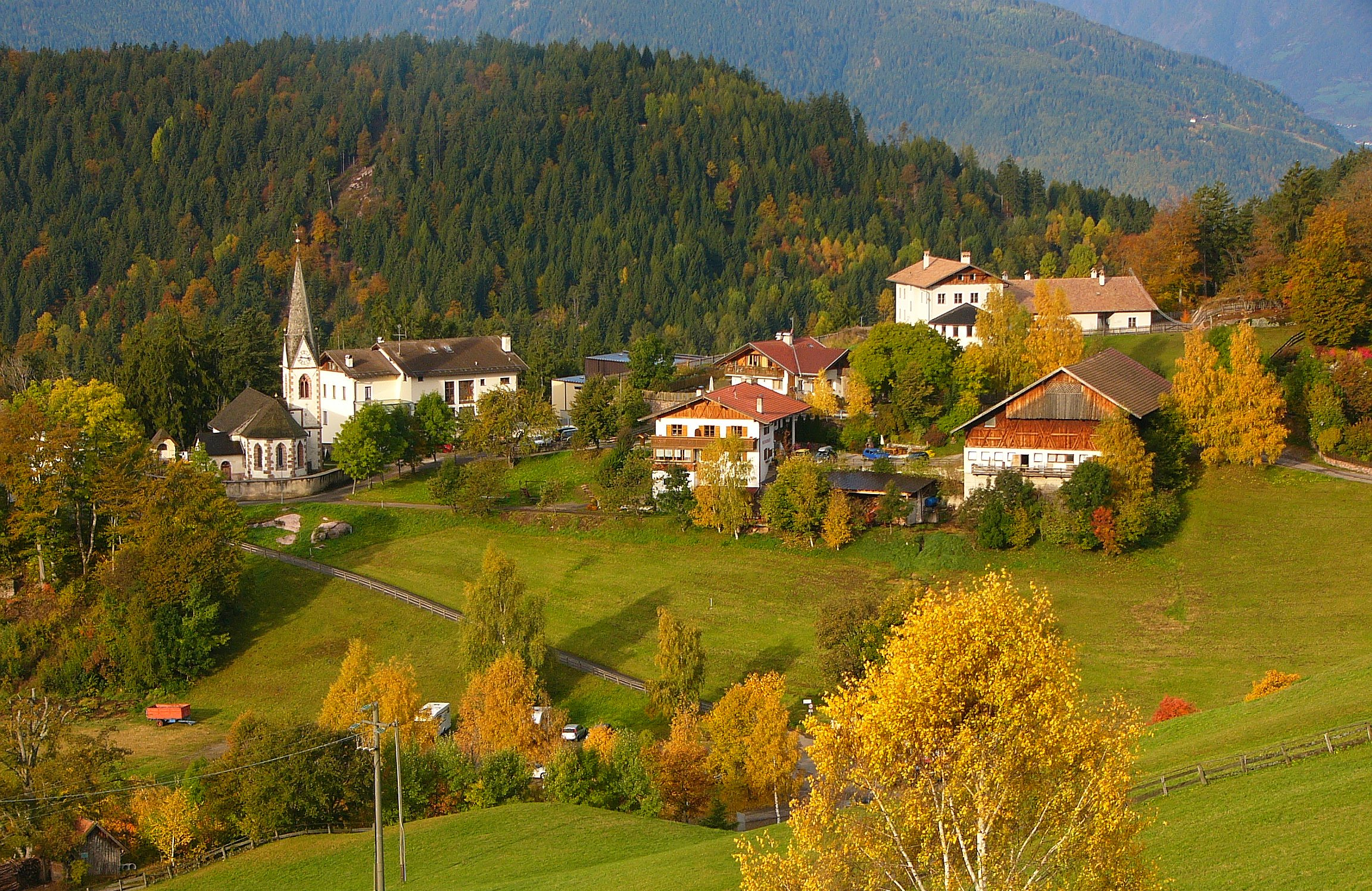
Blick auf Hafling

Hafling ([ˈhɑˑflɪŋ]; italienisch: Avelengo) ist eine italienische Gemeinde mit 798 Einwohnern (Stand 31. Dezember 2023) in Südtirol, in unmittelbarer Nähe zu Meran. Hafling ist Namensgeber für die Haflinger-Pferde. Auch das Ski- und Wandergebiet Meran 2000 befindet sich in Hafling.

## Geografie
Die Gemeinde Hafling liegt im Nordwesten des Tschögglbergs, eines das Etschtal zwischen Meran und Bozen ostseitig begleitenden Höhenzugs. Die zwei größten Siedlungen, Hafling Dorf (1290 m) und Oberdorf (1400 m), befinden sich in tieferen, mittelgebirgigen Lagen des von Wald und Wiesen charakterisierten Gebiets im Westen der Gemeinde. Im Nordosten erreicht das Gemeindegebiet Gipfelpunkte der Sarntaler Alpen: die Verdinser Plattenspitze (2680 m), die Hochplattspitze (2615 m) und den Kleinen Ifinger (2552 m).
Hafling grenzt im Westen an Meran und im Norden an Schenna. Im Süden liegt die Tschögglberger Nachbargemeinde Vöran. Im Osten bildet die Wasserscheide zum Sarntal größtenteils die Grenze zur gleichnamigen Gemeinde Sarntal.

## Geschichte
Das Gemeindegebiet war in der vorbajuwarischen Zeit nach derzeitigem Forschungsstand nicht dauerbesiedelt. Lediglich am Naifer Joch und Missensteiner Joch sowie am Schaftboden befanden sich prähistorische saisonale Rastplätze von Jägern und Sammlern.
Der Siedlungsname ist ersturkundlich im Jahr 1186 als „Haueningen“, 1189 als „Heveningen“ und noch 1370 als „Hæfningen“ bezeugt, ehe sich die Kurzform durchsetzte. Der Name ist nach dem Muster der bajuwarischen -ing-Namen gebildet und dürfte auf ahd. hof oder havan (‚Einsattelung‘) zurückgehen. Hafling war Teil des historischen Burggrafenamts (des engeren Herrschaftsbezirks der Grafen von Tirol). Es gehörte bis zum Ende des Ersten Weltkriegs zum Gerichtsbezirk Meran und war Teil des Bezirks Meran.
Im Jahr 1931 wurde Hafling durch das königliche Dekret Nr. 550 vom 23. April 1931 als Fraktion nach Meran eingemeindet.
Mit dem Regionalgesetz Nr. 7 vom 18. Mai 1957 erlangte der Ort seine administrative Selbstständigkeit wieder.
Von 1923 bis 1984 waren Hafling und Meran-Obermais mit der Musterseilbahn Meran–Hafling verbunden. Hiervon erhalten ist nurmehr die ehemalige Bergstation.

## Politik

### Bürgermeister
Bürgermeister seit 1957:
- Franz Alber: 1957–1965
- Johann Reiterer: 1965–1974
- Alois Reiterer: 1974–1980
- Josef Reiterer: 1980–1990
- Josef Reiterer: 1990–2010
- Andreas Peer: 2010–2020
- Sonja Plank: seit 2020

### Wappen
Beschreibung: Im silbernen Wappenschild steht vor einer grünen Tanne ein braunes  Pferd mit goldener Mähne und Schweif auf einem grünen Dreiberg im Schildfuß. Das Pferd stellt einen Haflinger dar, da die Rasse nach dem Ort benannt ist.

## Bevölkerung
Hafling ist gemäß den erhobenen Sprachgruppenzugehörigkeitserklärungen bzw. Sprachgruppenzuordnungserklärungen eine weitgehend deutschsprachige Gemeinde. Als Berechnungsgrundlage der folgenden Prozentwerte wurden die gültigen Erklärungen von Personen mit italienischer Staatsbürgerschaft herangezogen.
| Sprache     | 1981    | 1991    | 2001    | 2011    | 2024    |
| ----------- | ------- | ------- | ------- | ------- | ------- |
| Deutsch     | 97,77 % | 97,96 % | 97,67 % | 97,58 % | 96,87 % |
| Italienisch | 2,23 %  | 2,04 %  | 2,33 %  | 2,42 %  | 3,13 %  |
| Ladinisch   | 0,00 %  | 0,00 %  | 0,00 %  | 0,00 %  | 0,00 %  |

## Bildung
In der Gemeinde gibt es Bildungseinrichtungen für die deutsche Sprachgruppe. Diese umfassen einen Kindergarten und eine Grundschule.

## Sehenswürdigkeiten
Das Wahrzeichen von Hafling ist die aus dem 13. Jahrhundert stammende Kirche St. Kathrein in der Scharte, die Pfarrkirche des Orts ist jedoch die St.-Johann-Kirche.

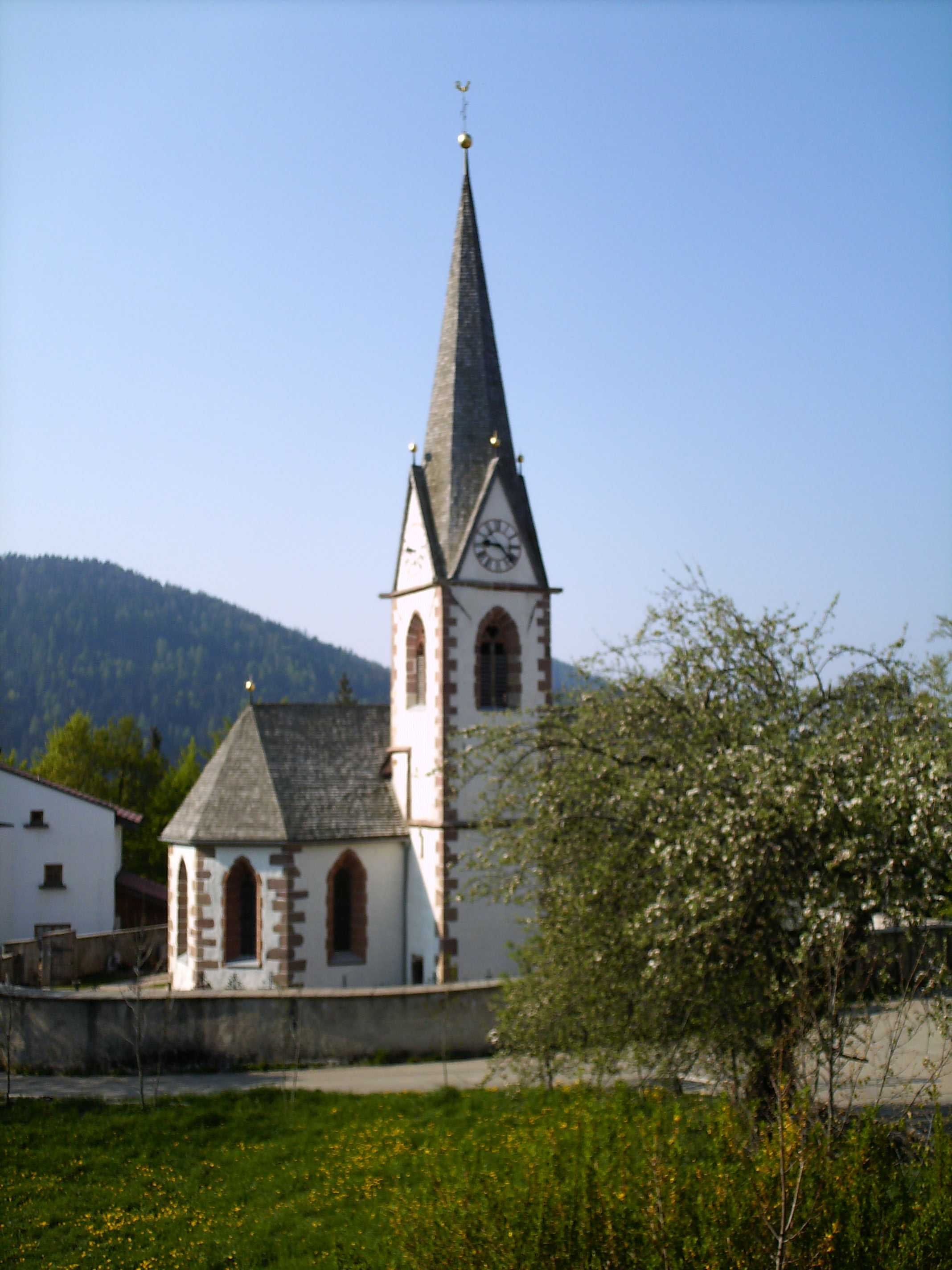
St.-Johann-Kirche
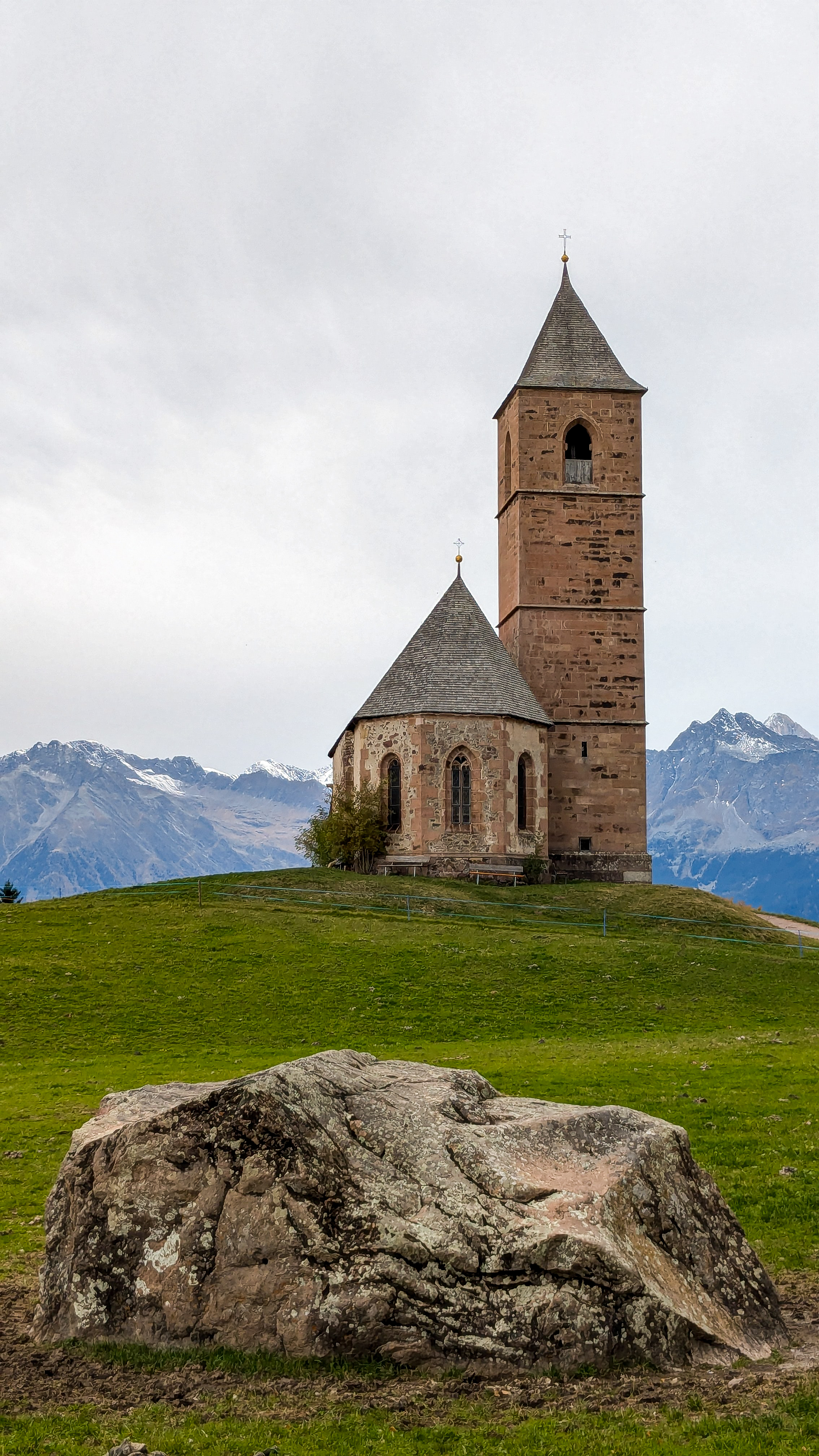
St. Kathrein in der Scharte

## Tourismus
Das Ski- und Wandergebiet Meran 2000 befindet sich hauptsächlich auf Haflinger Gebiet.
Hafling ist ein beliebtes Sommerwandergebiet. Ein eigener Naturlehrpfad führt zum Sulfner-Weiher, der nahezu vollständig mit weißen Seerosen bedeckt ist.

## Persönlichkeiten

### Söhne und Töchter der Gemeinde
- Anton Reiterer (1908–2000), römisch-katholischer Ordensgeistlicher und Bischof von Lydenburg-Witbank

### Mit der Gemeinde verbundene Persönlichkeiten
- Karin Fischer Ausserer (* 1963), Archäologin
- Morena Gallizio (* 1974), Skirennläuferin